# حسن خالمورزایف
حسن خالمورزایف (روسی: Хасан Магометович Халмурзаев؛ زادهٔ ۹ اکتبر ۱۹۹۳) جودوکار اهل روسیه است.
وی همچنین برندهٔ جوایزی همچون نشان دوستی شده‌است.